# Samuel Hlavaj
Samuel Hlavaj (* 29. Mai 2001 in Martin) ist ein slowakischer Eishockeytorwart, der seit April 2024 bei den Minnesota Wild in der National Hockey League (NHL) unter Vertrag steht.

## Karriere
Samuel Hlavaj begann seine Karriere als Eishockeyspieler beim MHA Martin in seiner Geburtsstadt. Als 17-Jähriger wechselte er zu den Lincoln Stars in die United States Hockey League. Beim CHL Import Draft 2019 wurde er in der ersten Runde als insgesamt 27. Spieler von den Phoenix de Sherbrooke ausgewählt. Dort verbrachte er die folgenden beiden Spielzeiten in der Ligue de hockey junior majeur du Québec. In der Spielzeit 2019/20 erreichte er den geringsten Gegentorschnitt der Liga, wofür er mit der Trophée Jacques Plante ausgezeichnet wurde. Daraufhin wurde er zudem in das Second All-Star-Team und das First All-Rookie-Team der Liga gewählt. Außerdem wurde er als bester Defensiv-Rookie der Liga mit der Trophée Raymond Lagacé ausgezeichnet. Bei den NHL Entry Drafts wurde er zwar 2019 und 2020 vom Central Scouting Service hoch eingestuft, aber letztendlich nicht gedraftet.
Nach seiner Juniorenzeit kehrte Hlavaj 2021 in die Slowakei zurück und wurde mit dem HC Slovan Bratislava 2022 slowakischer Meister. Überwiegend spielte er jedoch für die zweite Mannschaft des Klubs in der zweitklassigen 1. Liga. 2023 wechselte Hlavaj nach Tschechien, wo er für ein Jahr beim HC Plzeň 1929 aus der Extraliga unter Vertrag stand. Anschließend unterzeichnete er im April 2024 einen Einstiegsvertrag bei den Minnesota Wild aus der National Hockey League (NHL).

### International
Mit dem slowakischen Nachwuchs nahm Hlavaj an den U18-Weltmeisterschaften 2018 und 2019 sowie den U20-Weltmeisterschaften 2019, 2020 und 2021 teil.
In der slowakischen Herrenauswahl wurde er erstmals anlässlich der Weltmeisterschaft 2023 bei einem großen Turnier eingesetzt. Auch für die Weltmeisterschaft 2024 wurde er nominiert.

## Erfolge und Auszeichnungen
| - 2017 Slowakischer U18-Vizemeister mit dem MHA Martin - 2020 Trophée Jacques Plante - 2020 Trophée Raymond Lagacé | - 2020 LHJMQ Second All-Star Team - 2020 LHJMQ First All-Rookie Team - 2022 Slowakischer Meister mit dem HC Slovan Bratislava |